# Penina Moïse
Pour les articles homonymes, voir  Moïse.
Penina Moïse, née en 1797 et décédée en 1880, est une poétesse juive américaine qui a écrit de nombreux hymnes religieux adoptés par la communauté juive réformée américaine. 

## Biographie
Penina Moïse est née le 23 avril 1797 dans une famille juive aisée à Charleston en Caroline du Sud. Son père Abraham (1736-1809) est un commerçant prospère né en Alsace (France). Sa mère, Sarah (1762-1842), fait partie d'une riche famille de l'ile de Saint-Eustache dans les Caraïbes, où elle a rencontré et s'est mariée avec Abraham en 1779. Ils arrivent à Charleston en 1791, fuyant une révolte des esclaves, Penina est leur sixième enfant sur neuf, et la plus jeune des deux filles. Ses frères, Cherie, Aaron, Hyam, et Benjamin sont nés dans les Caraïbes. Sa sœur plus âgée, Rachel, et ses plus jeunes frères, Jacob, Abraham et Isaac sont nés aux États-Unis.
Penina quitte l'école à l'âge de 12 ans, après la mort de son père. Elle travaille à la maison, s'occupant de sa mère très malade et de son frère Isaac, qui souffre d'asthme. Mais dès qu'elle a un moment de libre, elle s'enferme au grenier pour lire et apprendre. Elle étudie aussi la nuit, à la lueur d'une chandelle, ce qui n'arrange pas sa vue. Myope dès son jeune âge, Penina verra sa vue se détériorer pendant la guerre de Sécession, et deviendra progressivement aveugle. 
Moïse grandit dans une communauté juive diverse, vivante et bien intégrée, et va s'intéresser aux rituels religieux qu'elle veut moderniser, ainsi qu'aux différents problèmes que rencontre sa communauté, dont la lutte contre un antisémitisme ambiant. Elle est encouragée dans son écriture de poésie par son frère Jacob et sa sœur Rachel et commence en 1830 une prolifique carrière littéraire. Ses poèmes paraissent dans la presse juive et générales. Elle écrit des articles pour de nombreux journaux au travers des États-Unis, tel que le Charleston Courier, le Boston Daily Times, le New Orleans Commercial Times, le Washington Union, le Godey’s Ladies Book, le Home Journal of New York Occident, et l'American Jewish Advocate et rapidement sa réputation d'écrivain est établie.
Elle publie en 1833 un recueil de ses poèmes, le Fancy’s Sketch Book, couvrant différents sujets, comme des évènements récents, la politique, la vie locale, le judaïsme, les droits juifs et la réforme du rituel juif. Elle est renommée parmi les Juifs progressistes américains.    
En même temps que ses préoccupations littéraires, Moïse consacre sa vie à l'enseignement. En 1845, elle devient la deuxième surintendante de l'école du dimanche de la Communauté Beth Elohim.  Elle écrit plusieurs poèmes pour les enfants, ainsi que des chansons. Ils sont souvent à la gloire de l'histoire juive, afin que les enfants soient fiers de leur héritage juif. La guerre de Sécession force Moïse à quitter Charleston et à s'installer à Sumter en Caroline du Sud. Elle retourne à Charleston après la guerre, dans des conditions déplorables, et pour subvenir à ses besoins, elle donne des cours avec sa sœur veuve et sa nièce Mademoiselle Jacqueline Levy. Ayant conscience de sa pauvreté, elle l'accepte avec humour et grâce. Presque aveugle, elle continue à aimer la vie. Elle écrit dans une lettre en 1875 :
« Trois bravos pour le California Mountain Wine! ... une boisson si agréable et exaltante qu'elle annihile toutes promesses de tempérance et qui possède un sortilège, aussi puissant que celui de n'importe quel spirite, pour élever les esprits. »
Moïse est la première juive américaine à contribuer au service du culte, en écrivant 190 hymnes pour sa synagogue Beth Elohim. En 1856, elle fait paraitre Hymns Written for the Use of Hebrew Congregations, une compilation des hymnes qu'elle a écrits. Le mouvement de réforme de 1932, Union Hymnal retient treize de ses hymnes.
Penina Moïse meurt le 13 septembre 1880 à Charleston à l'âge de 83 ans. Elle est enterrée au Coming Street Cemetery aussi dénommé Hebrew Cemetery, à côté de sa mère, de son père et de plusieurs de ses frères.

## Prière issue duFancy's Sketch Book
| Anglais | Français |
| --- | --- |
| Pray when the morn unveileth Her glories to thine eyes; Pray when the sun-light faileth, And stars usurp the skies Far from my bosom flinging Each worldly thought impure, The praise of God be singing, Mortal ! For ever Pray for the friend whose kindness Ne'er failed in word or deed; Pray for the foe whose blindness Hath caused thy heart to bleed. A blessing for thy neighbo Ask thou of God above; And on thy hallowed labor Shall fall His smile of love | Prie quand le matin dévoile Ses gloires à tes yeux Prie quand la lumière du soleil diminue, Et que les étoiles s'emparent des cieux Loin de mon sein jetant Chaque pensée mondaine impure, Je chante la louange de Dieu, Mortel ! Pour toujours Prie pour l'ami dont la bonté Jamais n'a manqué en parole ou en acte; Prie pour l'ennemi dont la cécité A fait saigner ton cœur. Une bénédiction pour ton voisin Demande à Dieu ci-dessus; Et sur ton action sanctifiée Tombera Son sourire d'amour |

## Œuvres
- (en) Fancy's Sketch Book, Charleston, Burges, 1833
- (en) Poems of Penina Moise with brief sketch of her life, Charleston, Council of Jewish Women, 1911

### Rééditions
- (en) Secular and Religious Works of Penina Moise: With Brief Sketch of Her Life, Forgotten Books, 2019 (ISBN 978-1330557426)
- (en) Fancy's Sketch Book, Forgotten Books, 2017 (ISBN 978-0331941920)